# Chœur de chambre suisse
Le Chœur de chambre suisse, appelé Schweizer Kammerchor en allemand, est un ensemble vocal suisse de musique baroque, classique et romantique, fondé en 1997.

## Historique
Le Chœur de chambre suisse a été fondé en 1997 par le chef d'orchestre et chef de chœur suisse Fritz Näf en collaboration avec l'Orchestre de la Tonhalle de Zurich (Tonhalle-Orchester Zürich),,,.
Depuis le mois de décembre 2000, Fritz Näf en est le directeur artistique à plein temps,.
Le Chœur a été dirigé par plusieurs chefs, parmi lesquels David Zinman, Herbert Blomstedt, Frans Brüggen, Colin Davis, Ton Koopman, Kurt Sanderling, Wolfgang Sawallisch, Kurt Masur, Pierre Boulez, Simon Rattle et Claudio Abbado,.

## Répertoire
Le Chœur de chambre suisse se concentre principalement sur la musique d’oratorio et la musique symphonique ainsi que la musique a cappella allant du XVIIe au  XXIe siècle,.
Le Chœur de chambre suisse mène également ses propres projets avec en mettant l'accent sur la nouvelle musique pour laquelle il commande également des compositions.

## Collaborations
Le Chœur de chambre suisse s'est produit avec de nombreux orchestres comme le Lucerne Festival Orchestra, l'Orchestre philharmonique de Berlin, l'Orchestre philharmonique de Vienne, le London Symphony Orchestra, l'Orchestre philharmonique de Londres, l'Orchestre du Koninklijk Concertgebouw, le Basler Sinfonietta, l'Orchestre symphonique de Bâle (Basler Sinfonieorchester), l'Orchestre symphonique de Berne (Berner Sinfonieorchester), l'Orchestre philharmonique de Monte Carlo, l'Orchestre de chambre de Kiev, l'Orchestre symphonique de Dallas, l'Orchestre NHK de Tokyo, l'Orchestre Philharmonique d'Oslo,,.

## Discographie sélective
Le Chœur de chambre suisse a enregistré plusieurs disques avec l'Orchestre de la Tonhalle de Zurich et l'Orchestre de chambre de Lausanne.
- 2004 : Requiem de Michael Haydn, avec la soprano Johannette Zomer et l'Orchestre de chambre de Lausanne dirigé par Christian Zacharias[2]
- Missa Solemnis et 9e symphonie de Beethoven[2]
- Le Martyre de saint Sébastien de Claude Debussy, en concert avec le Lucerne Festival Orchestra (DVD)[3]